# Katherine Bitting
Katherine Golden Bitting ( Stratford, Ontario, Canadá, 29 de abril de 1869 - 15 de octubre de 1937) fue una química de alimentos para el Departamento de Agricultura de los Estados Unidos y la Asociación Nacional de Conservadores.Muchas prácticas y técnicas modernas de seguridad alimentaria son el resultado directo de las investigaciones realizadas por Katherine y su marido Arvill.

## Biografía
Katherine Bitting nació en Ontario, Canadá, pero pasó gran parte de sus años de formación en Massachusetts puesto que su familia emigró allí. En Massachusetts se graduó en 1886 en la Escuela Normal de Salem, actual Universidad Estatal de Salem. De la Universidad de Purdue, obtuvo una Licenciatura en Ciencias en 1890, una Maestría en Ciencias en 1892 y un Doctorado en Ciencias en 1895.
Fue asistente de botánica en la Estación de Extensión Agrícola de Purdue mientras completaba su tesis, y antes trabajo entre 1893 y 1901 como Instructora de biología enseñando biología, botánica estructural y bacteriología, más tarde entre 1901 y 1904 fue profesora asistente de biología en la Universidad Purdue. En septiembre de 1907 y hasta 1913 fue nombrada microanalista en la división de química de la Oficina de Química del Departamento de Agricultura de EE. UU., donde trabajó con Avril Bitting y adquirió experiencia en conservación de alimentos y temas relacionados además fue autora de casi cincuenta folletos en esa área temática.  
Durante su tiempo en la Oficina de Química trabajó como microbotánica siendo técnica en el laboratorio de investigación de la Asociación Nacional de Conservadores en Washington D. C. 1913 y 1918 y ya en 1919 se convirtió en Bacterióloga en la Asociación de Envases de Vidrio.  
Se casó con Arvill Wayne Bitting, profesor de ciencias veterinarias, experto en cocina y autor de varios libros de cocina y junto comenzaron a trabajar para la Asociación Nacional de Conservadores como microanalistas publicando Appertizing o The Art of Canning en 1937. La aparente falta de ortografía es una referencia a Nicolás Appert,el inventor francés de la conservación hermética de alimentos. Ambos formaron una estrecha sociedad, trabajando en las mismas instituciones y colaborando en varias publicaciones y donaron una importante colección de materiales relacionados con la cocina a la Biblioteca del Congreso The Bitting Collection. Colección que contiene numerosas publicaciones inglesas y estadounidenses sobre la preparación de alimentos de los siglos XVIII y XIX y una muestra de notables obras francesas, alemanas e italianas. Muchas prácticas y técnicas modernas de seguridad alimentaria son el resultado directo de la investigación realizada por la pareja.  
Katherine Golden Bitting fue una prolífica autora sobre el tema de la conservación de alimentos uno de sus primeros trabajos consistió en trabajar con su esposo para desarrollar un método para producir ketchup sin agregar conservantes. Para responder a esta pregunta, los Bittings convirtieron su hogar en Lafayette en una fábrica de ketchup, produciendo cientos de botellas del condimento.Recolectaron muestras de ketchup de docenas de fábricas para su análisis. Al observar las muestras y realizar experimentos de deterioro, determinaron que la adición de azúcar y vinagre evitaría el deterioro. 

Arvill Bitting publicó sus hallazgos bajo el título Experiments on the Spoilage of Tomato Ketchup en 1909. En 1915 se publicaron dos monografías adicionales. Ketchup Métodos de Fabricante y Microscópico. 

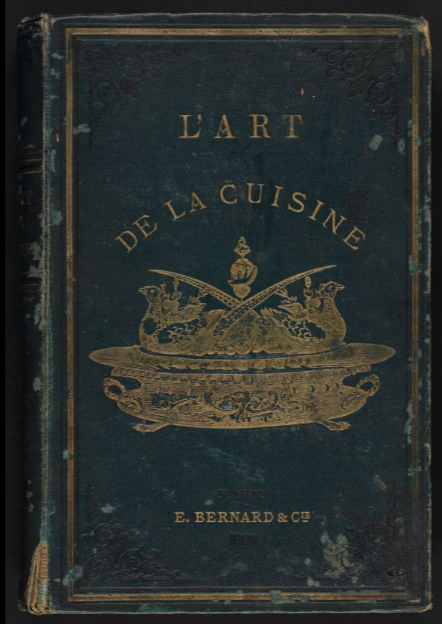
Portada de L'art de la Cuisine de la Katherine Golden Bitting Collection en la Biblioteca del Congreso

## Colección de gastronomía
Consta de 4.346 volúmenes de literatura gastronómica que abarcan los siglos XV al XX, ahora se encuentra en la División de Libros Raros y Colecciones Especiales de la Biblioteca del Congreso de Estados Unidos. Tras recopilar una gran colección de materiales con el fin de facilitar sus investigaciones según el Informe Anual del Bibliotecario del Congreso (1940)  "materiales sobre las fuentes, preparación y consumo de alimentos, su química, bacteriología, conservaciones, etc., desde los primeros tiempos hasta nuestros días". El curador Leonard N. Beck le dio una evaluación profesional, emparejando su colección con la de la escritora gastronómica Elizabeth Robins Pennell. El título, Two Loaf-Givers, se refiere a la etimología del inglés antiguo de "dama" cuya versión digital está disponible.
En 1895 Katherine Bitting fue nombrada miembro de  la Academia de Ciencias de Indiana.